# Hil Kabashi
Mons. Hil Kabashi, O.F.M. (* 19. února 1941, Caparc) je albánský řeckokatolický biskup, emeritní apoštolský administrátor Jižní Albánie a člen Řádu menších bratří.

## Život
Narodil se 19. února 1941 v Caparcu, v bývalém Jugoslávském království. Na kněze byl vysvěcen 18. května 1969 a stal se členem Řádu menších bratří. Nejprve působil jako kaplan v bosenském Bugojnu a poté v kosovském Gjakově.
Před svým jmenováním do Albánie, byl v Albánské katolické misii zodpovědný za pastoraci albánských emigrantů (1984–1997). Během této doby přeložil do albánštiny mnoho chvalozpěvů.
Dne 3. prosince 1996 jej papež Jan Pavel II. ustanovil apoštolským administrátorem Jižní Albánie, starající se o albánské řeckokatolické věřící. Současně byl jmenován titulárním biskupem turreským.
Biskupské svěcení přijal 6. ledna 1997 z rukou papeže Jana Pavla II., a spolusvětiteli byli arcibiskup Giovanni Battista Re a arcibiskup Myroslav Marusyn.
V Albánské biskupské konferenci je zodpovědný za liturgické záležitosti. V říjnu 2005 se podílel na biskupském sněmu v Římě. Dne 15. června 2017 přijal papež František jeho rezignaci z důvodu dosažení kanonického věku 75 let.
Jeho sestra Hilda (Marta) Kabashi, je řeholní sestrou, která jej doprovázela do roku 2009. Dnes působí jako františkánská sestra v jedné ze slovenských biskupských rezidencí.